# Ken Bugul
Ken Bugul (nada el 1947 a Ndoucoumane) és el nom de ploma de la novel·lista francòfona senegalesa Mariètou Mbaye Biléoma. En el llenguatge wòlof, el seu nom de ploma significa un no desitjat.

## Antecedents
Bugul es va criar en un entorn polígam, nascuda d'un pare que era un morabit de 85 anys. Després de completar la seva educació elemental al seu poble natal, va estudiar a l'escola secundària Malick Sy a Thies. Després d'un any a Dakar, va obtenir una beca que li va permetre continuar estudiant a Bèlgica. El 1980 va tornar a casa seva, on es va convertir en la dona número 28 en l'harem del morabit del poble. Després de la seva mort, va tornar a la gran ciutat. Des de 1986 fins a 1993, Bugul va treballar a l'ONG IPPF (International Planned Parenthood Federation o Federació Internacional de Planificació Familiar) a Nairobi, Kenya; Brazzaville, Congo; i Lomé, Togo, i va ser cap de la secció de la regió africana de l'organització. Posteriorment, es va casar amb un metge de Benín i va donar a llum a una filla. Avui viu i treballa al Senegal. De juliol a desembre de 2017 Ken Bugul és la 14ª Writer in Residence o escriptor/a en residència a Zúric.
La reputació literària de Bugul ha variat d'un lloc a un altre. Va ser guardonada amb el Gran Premi Literari de l'Àfrica Negra per la seva novel·la Riwan ou le Chemin de Sable l'any 2000, però és més coneguda per la seva novel·la Le Baobab fou. Entre altres temes, el treball tracta i critica el colonialisme africà. Sobre la qüestió de la naturalesa autobiogràfica de Le Baobab fou, Bugul ha dit de la novel·la, així com dels següents Cendres et Braises i Riwan ou le Chemin de Sable: « Els tres llibres reflecteixen les profundes i radicals experiències que he viscut». Des de feia temps, el seu estatus entre les feministes nord-americanes havia disminuït una mica, i molts l'havien criticat per casar-se amb un home sant que ja tenia més de 20 esposes. Això és un bon exemple de conflictes ideològics, ja que la crítica de les feministes nord-americanes és el resultat d'intentar mantenir a Bugul amb els estàndards del feminisme occidental, que és un món allunyat de la seva experiència senegalesa.